# August Krönig
August Karl Krönig (Schildesche, 20 settembre 1822 – Berlino, 5 giugno 1879) è stato un chimico e fisico tedesco che pubblicò un opuscolo sulla teoria cinetica dei gas nel 1856, probabilmente dopo aver letto un articolo di John James Waterston.

## Biografia
Dopo il diploma, August Krönig frequentò l'Università di Bonn per tre semestri a partire dal 1839, dedicandosi inizialmente allo studio delle lingue orientali. Nel 1840 decise di indirizzare i suoi studi alla fisica, alla chimica e alla matematica e si trasferì all'Università Humboldt di Berlino, ove portò a termine il suo dottorato nel 1845 con una tesi sui sali di cromo. Insegnò quindi in due scuole di Berlino, il Realgymnasium di Cölln e la Königliche Realschule annessa al Friedrich-Wilhelms-Gymnasium. Nel 1864 ottenne una cattedra all'università, ma nello stesso anno fu costretto a dimettersi per ragioni di salute.
Nel 1851 Krönig pubblicò a sue spese il Journal für Physik und physikalische Chemie des Auslandes in vollständigen Übersichten, ma le pubblicazioni continuarono per un solo anno. Nel 1856 pubblicò un articolo sulla teoria cinetica dei gas, diventando così un pioniere della meccanica statistica e della termodinamica, insieme con Rudolf Clausius, James Clerk Maxwell e Ludwig Boltzmann. L'articolo riecheggia un articolo di John James Waterston del 1851 sullo stesso argomento e potrebbe essere derivato da quest'ultimo; le successive teorie di Clausius furono ispirate dall'articolo di Krönig, ma posero in rilievo l'implicazione "volumi uguali, numeri uguali", che Waterston e Krönig si erano limitati a notare. Krönig scrisse anche di scienza, di filosofia e di teologia.
Morì a Berlino e i suoi resti furono poi traslati nella tomba di famiglia al cimitero di Südwestkirchhof Stahnsdorf.

## Opere
- De acidi chromici salibus cristallinis (tesi di dottorato), Berlin, 1845
- Neue Methode zur Vermeidung und Auffindung von Rechenfehlern vermittelst der Neuner-, Elfer-, Siebenunddreißiger- und Hundertundeinerprobe. Ein Hülfsmittel für Zahlenrechner, Berlin, 1855
- Grundzüge einer Theorie der Gase, in Annalen der Physik [2]33 (1856), 315
- Die Chemie, bearbeitet als Bildungsmittel für den Verstand zum Gebrauche bei dem chemischen Unterricht an höheren Lehranstalten, Berlin 1864
- Wie kritisirt man chemische Lehrbücher? Eine Antikritik, Berlin, 1865
- Die Werthlosigkeit einer grossen Anzahl von chemischen Formeln: Dargethan durch die Grösse der Fehler in Liebig's Analysen und neues Verfahren zur Ableitung der Formel einer Verbindung aus den Gewichtsmengen der Bestandtheile, Berlin: Julius Springer, 1866
- Das Dasein Gottes und das Glück der Menschen, materialistisch-erfahrungsphilosophische Studien, insbesondere über die Gottesfrage und den Darwinismus, über den Selbstbeglückungstrieb als Fundament der Lebensweisheit und praktischen Moral und über die Hauptlehren Kant's und Schopenhauer's, Berlin, 1874
- Sechs neue Rezepte betr. billige Ernährung, Berlin, 1874